# Avrieux
Avrieux ist eine französische Gemeinde mit 394 Einwohnern (Stand 1. Januar 2022) im Département Savoie in der Region Auvergne-Rhône-Alpes. Sie liegt im Kanton Modane im Tal des Arc.
In Avrieux befindet sich die Zitadelle Redoute Marie-Thérèse und der größte Hochgeschwindigkeits-Windkanal Europas, der Forschungswindkanal S1/Ma der ONERA.

## Geschichte
- 6. Oktober 877: Kaiser Karl der Kahle, auf dem Rückweg von Italien zu einer seiner Pfalzen in Frankreich, stirbt in Avrieux; er soll, an einem plötzlichen Fieber erkrankt, von seinem Leibarzt vergiftet worden sein. Sein Sterbeort wurde damals "Brios" genannt (RI I, nr. 2692). Karl wird zunächst in Nantua begraben und später in die Kathedrale von Saint-Denis umgebettet.
- Avrieux wird im Hochmittelalter "Aprili" genannt (1153 und 1214).
- 1751 befreiten sich die Bewohner von der Herrschaft der Grafen von Maurienne.
- 1805 wurde eine Telegraphenstation errichtet.
- Zwischen 1819 und 1834 entstanden über dem Dorf mehrere Forts, die den Zugang zum Mont Cenis sichern sollten. (Siehe weitere Beiträge bei Wikipedia, z. B. "Aux pays de mes ancetres" und "Barrière de l´Esseillon")